# Kevin J. Walsh
Kevin J. Walsh (San Diego, 14 de novembro de 1975) é um produtor estadunidense, atual presidente da Scott Free Productions. Foi indicado ao Oscar 2017 pela realização do filme Manchester by the Sea, ao lado de Matt Damon, Kimberly Steward, Chris Moore e Lauren Beck.

## Prêmios e indicações
- Pendente: Oscar de melhor filme, por Manchester by the Sea.[4]